# Adrien Segers

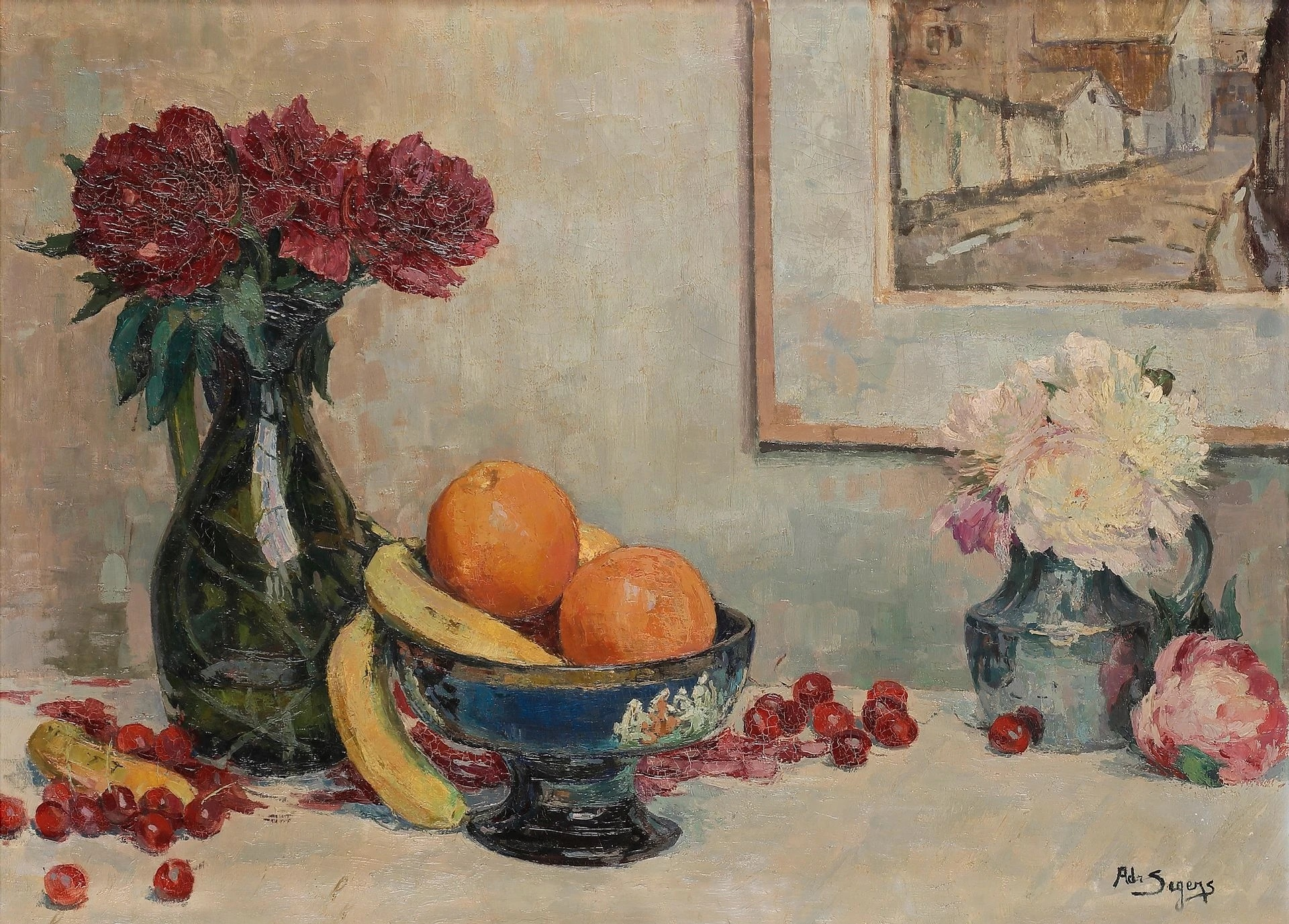
Stillleben mit Gemälde (Öl auf Leinwand, 60 × 81 cm)

Adrien Segers (* 17. Oktober 1876 in Ixelles; † 14. Juli 1950 in Rouen) war ein belgischer Maler der École de Rouen.

## Leben

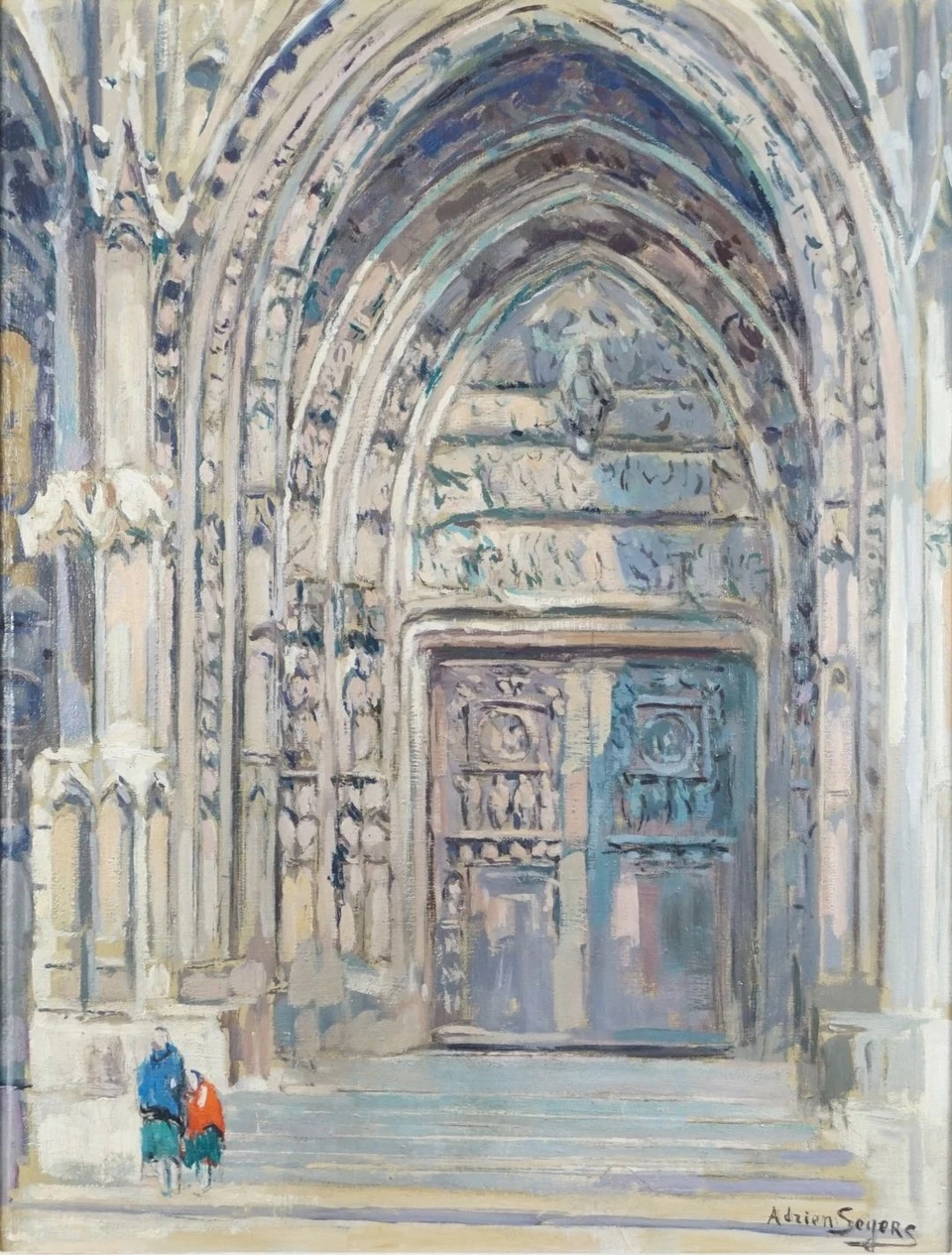
Vorplatz der Kathedrale von Rouen (Öl auf Leinwand, 60,5 × 45,5 cm)

Adrien Segers wurde 1876 in Ixelles, einem Vorort von Brüssel, geboren. Er wuchs in einer Arbeiterfamilie auf, sein Vater war Bäcker. Schon früh musste er die Schule verlassen, um seinem Vater zu helfen. Dank der Beziehungen der Familie zu Jean-François Portaels, einem bekannten Maler und Direktor der Académie royale des Beaux-Arts de Bruxelles, konnte Adrien die Akademie besuchen und gleichzeitig als Dekorateur arbeiten. Vormittags ging er zur Akademie, nachmittags arbeitete er für den Dekorateur Jallet oder entwarf kunstvolle Stickereien. In dieser Zeit lernte er seine spätere Frau Elisabeth Helen kennen. Nach Portaels Tod zog Adrien Segers nach Paris, wo er für verschiedene Dekorateure arbeitete, bevor er nach zunächst nach Holland und dann nach London ging.
Mit 18 Jahren kehrte Segers nach Brüssel zurück und gründete den Künstlerkreis „Le Labeur“. Beeinflusst von dem Maler Henri de Braekeleer wird Adrien Segers von der Presse als dessen Nachfolger bezeichnet. Aufgrund finanzieller Schwierigkeiten musste er die Malerei für einige Zeit aufgeben und lebte am Quai au Foin in Brüssel, wo er einen Kahn kaufte und das Ufer des Kanals zu seinem Atelier machte.
Adrien Segers malte zahlreiche Stadtansichten und stellte in verschiedenen Salons aus. 1912 ließ er sich in Nieuwpoort nieder, musste aber wegen des Ersten Weltkriegs fliehen und gelangte schließlich nach Rouen. Dort findet er neue Inspiration und führt bereits im April 1915 seine erste Ausstellung durch. Er wird für seine Bilder von Rouen und Umgebung geschätzt und verkaufte einige seiner Werke an den Staat.
Während des Krieges organisierte Segers mehrere Ausstellungen, darunter eine Benefizausstellung für belgische Künstler und Soldaten. Tragischerweise starb während einer solchen Veranstaltung in Rouen der Dichter Emile Verhaeren, was Adrien Segers tief bewegte.
Nach dem Krieg blieb Adrien Segers in Rouen, nahm an zahlreichen Ausstellungen teil und wurde 1926 Mitglied des Komitees des Salon des Artistes Rouennais. Er malt vor allem Stadtszenen aus Rouen und Umgebung und stellte regelmäßig aus. 1935 nahm er an einer retrospektiven Ausstellung im Musée des beaux-arts de Rouen teil.
In den 1930er Jahren geriet Segers in finanzielle Schwierigkeiten und schlug der Stadt Rouen vor, ein ständiges Ausstellungshaus für Künstler einzurichten, was jedoch nicht geschah. Der Zweite Weltkrieg brachte weitere Verluste mit sich. 1944 wurde sein Haus bei einem Bombenangriff zerstört. Trotzdem stellte er 1947 wieder aus und nahm an der Ausstellung „Rouen disparu“ teil.
Segers war gesundheitlich angeschlagen und starb am 14. Juli 1950 im Krankenhaus. Sein künstlerisches Vermächtnis lebt in seinen zahlreichen Darstellungen der alten Straßen und malerischen Viertel von Rouen weiter. Sein Œuvre ist mit einigen Zeichnungen und etwa 550 bis 600 Gemälden klein. Meistens malte er Kleinformate. Adrien Segers pflegte ausgezeichnete Beziehungen zu den Künstlern des Salon des Artistes Rouennais, die seine Herzlichkeit und Großzügigkeit zu schätzen wussten.